# Julius Schubring
Johannes Julius Schubring (Dessau, 28 marzo 1839 – Lubecca, 5 giugno 1914) è stato un filologo classico tedesco.
Figlio del pastore Julius Schubring (1806–1889), amico di Felix Mendelssohn, per il quale scrisse i libretti degli oratori Paulus ed Elias, visitò tra il 1865 e il 1866 la Sicilia, dove, pur non compiendo alcuno scavo, cercò di interpretare le rovine visibili. Realizzò carte storico-topografiche di Akragas, Gela, Akrai, Megara Hyblaea, Camarina e Mozia.  
È stato direttore del Katharineum, prestigioso Gymnasium di Lubecca, quando questo aveva come allievi Heinrich e Thomas Mann.